# Jardim das Virtudes
O Jardim das Virtudes localiza-se no centro histórico do Porto, na freguesia de Miragaia, cidade e Distrito do Porto, em Portugal.

## História
É um jardim que se desenvolve em socalcos pelo vale onde [carece de fontes?].
Recentemente remodelado, o jardim proporciona uma deslumbrante vista panorâmica sobre o rio Douro, possuindo no seu interior o Chafariz das Virtudes, monumento nacional.
Acede-se pelo passeio e calçada das Virtudes, nas traseiras do Palácio da Justiça.

## Património edificado
- Chafariz das Virtudes (MN)